# Múromske
Múromske (en (ucraïnès): Муромське, en rus: Муромское, Múromskoie) és un poble de la República Autònoma de Crimea, a Ucraïna, que el 2014 tenia 755 habitants. Pertany al districte de Bilogorsk.